# Palais du Midi
Palais du Midi (doslova česky Jižní palác; nizozemsky Zuidpaleis) je rozsáhlý objekt v Bruselu.  Byl postaven na třídě Maurice Lemmonier v letech 1875 až 1885 podle návrhu architekta Wynanda Janssense pro potřeby Generální obchodní společnosti (francouzsky Compagnie Générale des Marchés). Budova byla postavena na místě původní říčky Senne, která byla na konci 19. století přemostěna a nahrazena ve většině své trasy moderní třídou Anspach. 
Ve své době byla výstavba opulentního paláce, který sloužil jako centrální tržnice[zdroj?] kritizována v tisku jako katastrofální podnik. V současné době slouží značné části paláce jako sportovní centrum. V části paláce se nachází Královská škola bojových umění Yama Arashi.